# NGC 7379
NGC 7379 (другие обозначения — PGC 69724, UGC 12187, MCG 7-46-18, ZWG 531.13, IRAS22452+3958) — спиральная галактика с перемычкой (SBa) в созвездии Ящерица.
Этот объект входит в число перечисленных в оригинальной редакции «Нового общего каталога».